# Referendum sull'indipendenza del Québec del 1995

Risultati per distretto elettorale

Il referendum sull'indipendenza del Québec del 1995 è stato il secondo referendum indetto con l'obiettivo di trasformare la regione francofona del Québec in una nazione indipendente, attraverso un processo negoziato con lo Stato centrale sia sul piano politico sia su quello economico.
Nei primi anni '90, in seguito a numerosi dibattiti politici e al fallimento di diversi accordi costituzionali tra il Québec e il governo federale, l'indipendentista Partito Quebecchese, guidato da Jacques Parizeau, promosse un referendum destinato ai cittadini del Québec. L'iniziativa fu sostenuta anche dal movimento indipendentista del Blocco del Québec, rappresentato da Lucien Bouchard.
Nonostante uno svantaggio iniziale nei sondaggi, il fronte sovranista riuscì a rafforzarsi rapidamente, ampliando il consenso attorno all'indipendenza e generando un clima di forte incertezza sull'esito finale, sia a livello regionale sia nazionale.
La consultazione referendaria si tenne il 30 ottobre 1995 e registrò un'affluenza storica del 93,52%. Con un margine di soli 54 288 voti, il fronte unionista del NO prevalse, ottenendo il 50,58% delle preferenze. Durante lo spoglio, Jacques Parizeau dichiarò che, in caso di vittoria del SÌ e di un eventuale fallimento delle trattative con il governo canadese, avrebbe assunto il ruolo di primo ministro del Québec il giorno successivo e proclamato rapidamente l’indipendenza in modo unilaterale.
Le polemiche riguardanti il conteggio dei voti su base provinciale e il coinvolgimento finanziario diretto del governo federale negli ultimi giorni della campagna referendaria ebbero un’ampia risonanza nella politica canadese per oltre un decennio dopo il referendum. All'indomani dello storico risultato, il governo federale riconobbe unilateralmente il Québec come una società distinta ed eterogenea rispetto al resto del Canada, e deferì la questione alla Corte Suprema del Canada, la quale stabilì che una secessione unilaterale, come prospettata dal fronte per l'indipendenza, sarebbe risultata contraria al diritto costituzionale canadese.
In risposta al referendum, nel 2000 venne emanata la legge sulla chiarezza, che definisce le condizioni secondo le quali il governo del Canada può avviare negoziati finalizzati alla secessione di una delle sue province o territori.

## Contesto
Il Québec è una provincia del Canada che, fin dalla sua fondazione nel 1867, è sempre stata l’unica regione del Paese a maggioranza francofona. A lungo governata da forze politiche che valorizzavano l'identità francese e cattolica della provincia (come l’Union Nationale), negli anni 1960 vide l’emergere della cosiddetta Rivoluzione tranquilla, un periodo di profonde riforme sociali, economiche e culturali che alimentò un crescente nazionalismo di tipo civico ed economico, orientato verso la creazione di uno Stato nazionale autonomo.Nel 1976 René Lévesque assunse la guida del Partito Quebecchese e promosse l’indizione di un referendum per il 1980, con l’obiettivo di ottenere un mandato popolare per negoziare con il governo federale un’«associazione di sovranità» tra Canada e Québec. La consultazione si concluse con una netta vittoria del fronte contrario all’indipendenza.
A partire dal primo ministro canadese Brian Mulroney, furono sviluppati una serie di emendamenti costituzionali volti a contrastare l'indipendentismo del Québec. Nel cosiddetto accordo del lago Meech, il governo federale e tutti i primi ministri provinciali concordarono su diversi emendamenti che decentralizzarono alcune competenze, riconoscendo il Québec come una società distinta e eterogenea rispetto al resto del Canada. L'accordo si disgregò drammaticamente dopo un acceso dibattito nell’estate del 1990, suscitando un’ondata di indignazione in Québec e un forte aumento del sostegno alle idee indipendentiste. Quando l’accordo stava per fallire, Lucien Bouchard, allora ministro nel governo Mulroney, guidò una coalizione di parlamentari progressisti conservatori e liberali provenienti dal Québec, dando vita a un nuovo partito federale dedicato alla sovranità del Québec: il Blocco del Québec.
Nelle elezioni federali del 1993, i Liberali tornarono al potere con un governo di maggioranza guidato da Jean Chrétien, mentre il Blocco del Québec ottenne 54 seggi nella provincia, raccogliendo il 49,3% dei voti. Questo risultato rese il Blocco il secondo partito più rappresentato nella Camera dei Comuni, conferendogli lo status di Opposizione Ufficiale. Le elezioni provinciali del 1994 riportarono al governo il Partito Quebecchese, guidato da Jacques Parizeau, che ottenne il 44,75% dei voti. Il partito si impegnò a indire un referendum sulla sovranità durante il suo mandato.

## Legittimità del referendum
Prima del referendum, presso la Corte Superiore del Québec furono presentate diverse azioni legali dall’avvocato Guy Bertrand. Questi richiese in più occasioni ingiunzioni sia provvisorie sia permanenti volte a bloccare lo svolgimento del referendum. Il Procuratore Generale Federale si rifiutò ripetutamente di intervenire, motivando la scelta con ragioni di natura prettamente politica.
Il giudice Lesage della Corte Superiore del Québec affermò che la secessione avrebbe potuto avere efficacia legale solo tramite un emendamento costituzionale, ai sensi della Sezione V della Legge costituzionale del 1982, e che una dichiarazione unilaterale di indipendenza da parte del Québec sarebbe stata considerata illegale dal Canada.
Tuttavia, Lesage scelse di non emettere un'ingiunzione per bloccare il referendum, ritenendo che ciò avrebbe potuto paralizzare il funzionamento del governo e aumentare il rischio di disordini.
Parizeau denunciò la decisione come antidemocratica, sostenendo che la Legge costituzionale del 1982 non si applicasse al Québec e rifiutando di posticipare la data del referendum. Il Procuratore Generale del Québec, Paul Bégin, dichiarò invece di ritenere legale un referendum extra-costituzionale ai sensi del diritto internazionale.
Il governo canadese, guidato dal liberale Jean Chrétien, nonostante alcune posizioni interne contrarie, decise di partecipare alla consultazione referendaria, guidando il fronte del NO e promuovendo in campagna elettorale un maggiore grado di autonomia e decentramento per il Québec, nonché il riconoscimento della provincia come entità distinta, ma sempre all’interno della sovranità del Canada.
In più di un’occasione, il primo ministro si dichiarò parzialmente favorevole a un referendum sull’indipendenza della provincia del Québec come riconoscimento della specificità della regione, a condizione che questa si facesse completamente carico del proprio debito pubblico, il più alto di tutto il Canada, e che il processo di secessione fosse condotto tramite un negoziato bilaterale e concordato tra le due parti.
Il presidente francese Jacques Chirac, rispondendo a una chiamata da Montréal durante il programma Larry King Live della CNN, dichiarò che, qualora il «Sì» avesse avuto successo, la Francia avrebbe riconosciuto il Québec come Stato sovrano.
In seguito al referendum, i popoli aborigeni del Québec affermarono con forza il proprio diritto all'autodeterminazione. I capi delle nazioni originarie sottolinearono che costringere i loro popoli a far parte di un Québec indipendente senza il loro consenso sarebbe stato in contrasto con il diritto internazionale e avrebbe violato i loro diritti all'autodeterminazione. I gruppi aborigeni chiesero pertanto di essere pienamente inclusi in qualsiasi nuova trattativa costituzionale derivante dal referendum. 

## Quesito referendario
A differenza del referendum del 1980, che chiedeva solo l’autorità per negoziare la sovranità con il governo canadese, con la promessa di un secondo referendum per ratificare eventuali accordi tra le due entità, Jacques Parizeau riteneva che il progetto di legge iniziale dovesse contenere una singola richiesta: ottenere l’autorità per dichiarare il Québec uno Stato sovrano.
In base all’accordo di partnership con il governo canadese, il quesito referendario fu modificato per includere il rispetto della costituzione nel quadro dell’accordo che avrebbe legato le due entità. Il quesito venne presentato il 7 settembre 1995 e sottoposto a voto il 30 ottobre 1995.

### Critiche
La domanda fu oggetto di forti critiche da parte dei federalisti, che non parteciparono alla sua redazione. Il leader liberale del Québec, Daniel Johnson, dichiarò di sentirsi confuso e sostenne che nel quesito avrebbe dovuta essere inclusa la parola "Paese". I principali esponenti federalisti affermarono che la questione referendaria non avrebbe dovuto menzionare le proposte di "partenariato", poiché nessun leader politico canadese al di fuori del Québec aveva manifestato interesse a negoziare un possibile accordo di partnership con un Québec indipendente, e che probabilmente nessuna entità con tale autorità era mai esistita. Altri federalisti criticarono la formulazione perché implicava erroneamente che fosse già stato raggiunto un accordo tra Canada e Québec in merito alla partnership del 12 giugno 1995. Parizeau in seguito espresso rammarico per la citazione dell’accordo nel quesito, ma sottolineò che il 12 giugno 1995 l’accordo stesso era stato inviato a tutti gli elettori registrati nella provincia. 

## Risultati
Il 93,52% dei 5,087,009 cittadini registrati del Québec partecipò al referendum, un’affluenza superiore a quella di qualsiasi elezione provinciale o federale nella storia del Canada. La proposta referendaria del 12 giugno 1995 fu respinta dagli elettori, con il 50,58% dei voti favorevoli al «No» e il 49,42% al «Sì». La fazione del «Sì» ottenne una maggioranza stimata di circa il 60% tra i francofoni, mentre gli anglofoni votarono «No» con un margine del 95%.
I sostenitori del «Sì» ottennero i risultati migliori nelle regioni del Saguenay–Lac-Saint-Jean, del Gaspé, del Centre-du-Québec e, in generale, nei sobborghi di Québec City e Montréal. Sebbene i risultati a Montréal e nella Beauce siano stati deludenti per il fronte indipendentista, la sorpresa maggiore fu il sostegno relativamente debole all’indipendenza nella stessa Québec City.
Nella regione metropolitana di Montréal, caratterizzata da una consistente popolazione anglofona, il "No" prevalse con margini vicini all'80%. Anche l'estremo nord, l'Outaouais, la Beauce e le comunità più orientali votarono in maggioranza per il "No".
La comunità con la più alta percentuale di voti a favore del "Sì" fu Saguenay, situata lungo la costa settentrionale del Québec, con il 73,3%. Al contrario, il risultato più alto per il "No" si registrò a D'Arcy-McGee, nell'Isola Occidentale di Montréal, dove il 96,38% degli elettori votò contro la proposta.
| Scelta                            | Voti      | %      |
| --------------------------------- | --------- | ------ |
| No                                | 2 362 648 | 50,58  |
| Sì                                | 2 308 360 | 49,42  |
| Voti validi                       | 4 671 008 | 98,18  |
| Voti nulli o schede bianche       | 86 501    | 1,82   |
| Totale votanti                    | 4 757 509 | 100,00 |
| Totale aventi diritto e affluenza | 5 087 009 | 93,52  |

## Conseguenze
Le dimissioni di Parizeau portarono Lucien Bouchard a diventare, senza opposizione, leader del Parti Québécois e Premier del Québec. Pur sostenendo che un terzo referendum sull'indipendenza sarebbe stato possibile qualora si fossero presentate "condizioni di vittoria", la principale priorità del suo governo divenne la riforma dell'economia del Québec. Nel frattempo, Jean Charest si dimise da leader del Partito Conservatore federale e fu acclamato come nuovo leader dei liberali del Québec. Bouchard sconfisse Charest nelle elezioni del 1998 e continuò a concentrare il suo governo sulle politiche di austerità.

### Società distinta e potere di veto
Dopo il referendum, il primo ministro canadese Jean Chrétien tentò di distendere le tensioni sociali promuovendo il riconoscimento costituzionale del Québec come società distinta. Tuttavia, l'iniziativa fu ostacolata dal netto rifiuto del premier dell'Ontario, Mike Harris, di affrontare qualsiasi questione di natura costituzionale. Non volendo ripetere le difficili negoziazioni con i governi provinciali, Chrétien optò per una strategia unilaterale a livello federale. Fu così approvata una legge che richiedeva il consenso delle province di Québec, Ontario e Columbia Britannica per l'approvazione di qualsiasi emendamento costituzionale, conferendo di fatto al Québec un potere di veto su tali questioni. Inoltre, il parlamento federale riconobbe ufficialmente il Québec come una società distinta.

### Il piano B
Chrétien avviò anche quello che definì il "Piano B", una campagna informativa rivolta agli elettori del Québec, volta a evidenziare gli ostacoli economici e legali che la provincia avrebbe incontrato in caso di una dichiarazione unilaterale d’indipendenza. Tra i punti centrali vi era il riferimento a un parere della Corte Suprema del Canada, secondo cui la secessione unilaterale sarebbe stata illegittima senza il passaggio attraverso un emendamento costituzionale. Questo implicava che, in assenza di una chiara maggioranza a favore della secessione, né il governo federale né quello provinciale avrebbero potuto avviare negoziati per la separazione.
Successivamente, il governo liberale approvò la Legge sulla chiarezza, che stabiliva che qualsiasi futuro referendum dovesse basarsi su un quesito "chiaro" e ottenere una "chiara maggioranza" affinché il Parlamento federale potesse considerarne valida l'espressione di volontà. In particolare, la sezione 1(4) della legge dichiarava che quesiti volti esclusivamente a ottenere un mandato per negoziare o per formare nuove partnership con il Canada sarebbero stati considerati ambigui e quindi non accettati. In risposta, l'Assemblea nazionale del Québec approvò la Legge 99, che afferma il diritto all'autodeterminazione secondo quanto previsto dalla legge provinciale sui referendum, tuttora oggetto di contenzioso legale.